# Émeutes à Dijon en 2020
Les émeutes de Dijon de 2020 ont eu lieu à Dijon, dans la région française de Bourgogne-Franche-Comté, pendant quatre jours consécutifs.

## Contexte
Le 10 juin, un jeune Tchétchène de 16 ans a été agressé par des trafiquants de drogue d'origine maghrébine du quartier populaire des Grésilles à Dijon, à forte population nord-africaine. Des membres de la communauté tchétchène auraient publié des informations sur l'incident sur les réseaux sociaux et exhorté les gens à venir dans la ville au nom de la solidarité clanique, ethnique et communautaire afin de défendre et venger l'honneur de ce garçon agressé. L'incident a amplifié les tensions entre les Tchétchènes et les Nord-Africains.

## Émeutes
En représailles à l'assaut, environ 150 à 200 Tchétchènes venus de France, de Belgique et d'Allemagne ont pris d'assaut le quartier des Grésilles,. Les participants portaient des cagoules pour dissimuler leur identité et brandissaient des gourdins ainsi que des armes à feu. Ils ont tiré en l'air, détruit des caméras de surveillance et incendié des poubelles ainsi que des véhicules. Des vidéos des individus ont été publiées sur les réseaux sociaux, certaines montrant des personnes marchant dans la rue armées de fusils automatiques, de battes de baseball et de barres métalliques.
Ces tensions ont continué tout le week-end, mais à partir du lundi, le ministre de l'Intérieur a ordonné des renforts policiers pour mettre fin à la situation et a annoncé que le gouvernement gérerait la crise. Des hélicoptères, des dizaines de fourgons de police et des pompiers ont tenté de désamorcer la violence. L'administration a estimé que dix personnes avaient été blessées,.

## Enquête
Le procureur de Dijon, Eric Mathais, a déclaré que les enquêteurs cherchaient à identifier les participants.
Le jeudi suivant, six personnes ont été arrêtées en lien avec les émeutes. Deux hommes, l'un de nationalité russe et l'autre française, ont été inculpés d'association de malfaiteurs et de rassemblement en vue de commettre des violences et de causer des dommages matériels. Les conséquences de leurs actes pourraient aller jusqu’à dix ans de prison. Les autres suspects sont accusés de faits similaires, en plus d'agression aggravée. 

## Réponse
Le chef de la Tchétchénie, Ramzan Kadyrov, a exprimé son soutien aux émeutiers tchétchènes, affirmant qu'ils avaient décidé de prendre les choses en main contre les trafiquants de drogue, après que la police française n'ait pas réagi contre ceux qui ont agressé le garçon tchétchène de 16 ans. Ses commentaires ont été repris par plusieurs Tchétchènes qui ont affirmé que l'émeute était une bonne chose. Le père de l'adolescente agressée a publié une déclaration demandant aux habitants de cesser les émeutes et de maintenir le calme dans le quartier.
Le ministre français de l'Intérieur, Christophe Castaner, a défendu la réaction de la police aux émeutes, affirmant que la police avait été dépassée en nombre par « une horde sauvage », tandis que Marine Le Pen, chef du parti d'extrême droite Rassemblement national, a affirmé que les rues avaient été plongées dans le chaos par des gangs menant des guerres ethniques.